# Connor Ripley
Connor James Ripley, född 13 februari 1993 i Middlesbrough, är en engelsk fotbollsmålvakt som spelar för Port Vale. Han är son till före detta fotbollsspelaren Stuart Ripley.

## Karriär
Ripley startade sin karriär i Blackburn Rovers. Han förlängde 2011 sitt kontrakt med Middlesbrough. Han debuterade även i A-laget 2011. Under sin tid i Middlesbrough har Ripley även varit utlånad till Oxford United och Bradford City. Den 2 mars 2014 lånades Ripley ut från Middlesbrough till svenska Östersunds FK.
Den 9 augusti 2018 lånades Ripley ut till Accrington Stanley på ett låneavtal över säsongen 2018/2019. Den 9 januari 2019 värvades Ripley av Preston North End, där han skrev på ett 3,5-årskontrakt.
Den 16 oktober 2021 lånades Ripley ut till League Two-klubben Salford City på ett nödlån. Han debuterade samma dag och höll nollan i en 2–0-vinst över Hartlepool United. Låneavtalet förlängdes veckovis medan Tom King var skadad och Ripley höll nollan i fyra av totalt nio matcher för Salford City innan han återvände till Preston den 29 november.
Den 27 juni 2022 värvades Ripley av League One-klubben Morecambe, där han skrev på ett ettårskontrakt. Den 22 juni 2023 värvades Ripley av Port Vale, där han skrev på ett tvåårskontrakt.